# Apozycja (językoznawstwo)
Apozycja (łac. appositio) – użycie dwóch wyrazów (zwykle rzeczowników) w tej samej formie fleksyjnej, czyli w związku zgody. Drugie (najczęściej) słowo jest przydawką lub dopowiedzeniem pierwszego.
Przykłady apozycji: miasto Łódź, na rzece Wiśle, z prezesem Nowakiem.
Apozycja stosowana jest też jako figura retoryczna i wówczas bywa nazywana epexegesis (łac. interpretatio). Przy takim użyciu jedno słowo jakby dointerpretowuje drugie lub nawet je przedefiniowuje.
Przykłady apozycji w literaturze:
„Litwo, ojczyzno moja...” (Adam Mickiewicz, Pan Tadeusz)
„O Warto, rzeko, wodo rodzona... (Maryla Wolska, Straż nad Wartą)